# Djupasjön (Örsås socken, Västergötland)
Djupasjön är en sjö i Svenljunga kommun i Västergötland och ingår i Ätrans huvudavrinningsområde.